# 前卫湖北警官学院足球俱乐部
前卫湖北警官学院足球俱乐部，是一支已经解散了的中国足球半职业俱乐部，位于湖北、武汉，球队曾经报名参加中国足球乙级联赛。

## 球队历史
球队是由中国公安部、前卫体协以及湖北警官学院三方共同组建的，俱乐部是武汉地区第三家职业足球俱乐部，也是中国第一支以高校名义成立的职业足球俱乐部。球队是以2005年湖北省大学生联赛夺冠的湖北警官学员队做为班底，也是中国足球第二支的前卫足球队，在1990年代中后期的甲A联赛赛场上曾有一支劲旅前卫寰岛足球俱乐部(即現時的重慶力帆足球俱乐部)。有「延边足球教父」之称的李虎恩成为前卫湖北警院的首任主教练。
在2007赛季前中国足协的YOYO测试中，前卫湖北没有一人过关，失去了参加中国足球乙級联赛的资格，球队继续参加大学生足球联赛。

## 球队荣誉
- 2005年湖北省大学生联赛
  - 冠军 (俱乐部前身-湖北警官学员队时期)